# 上皮格姆湖
62°42′N 34°28′E / 62.700°N 34.467°E
上皮格姆湖（俄语：Верхнее Пигмозеро），是俄羅斯的湖泊，位於該國西北部，由卡累利阿共和國負責管轄，長10.4公里、寬1.8公里，面積10.4平方公里，海拔高度55米，集水區面積77.4平方公里，平均水深2.5米，最大水深4米。